# Stenelmis musgravei
Stenelmis musgravei är en skalbaggsart som beskrevs av Ivan T. Sanderson. Stenelmis musgravei ingår i släktet Stenelmis och familjen bäckbaggar. Inga underarter finns listade i Catalogue of Life.